# Королівський Військово-морський резерв
Королівських Військово-морський резерв (англ. Royal Naval Reserve)  — організований активний резерв Королівського військово-морського флоту, укомплектований приписним особовим складом, оснащений зброєю і військовою технікою, який утримується у постійній бойовій та мобілізаційній готовності, невід'ємна складова Військово-морської служби Його Величності.